# Ђерђ Сепеши
Ђерђ Сепеши (мађ. Szepesi György, Friedländer) је био мађарска радио репортер и коментатор, новинар и спортски руководилац. Године 2006. Сепеши је остварио рекорд за најдужу каријеру као спортски коментатор.

## Биографија
Шепеши је рођен као Ђерђ Фридлендер у јеврејској породици у Будимпешти, Мађарска. Играо је кошарку за секцију мађарског Вац-Ујбуда ЛТЦ−а до 1942. Његов отац, Миклош Фридлендер, умро је у концентрационом логору Бухенвалд 1945. године.  Сам Ђерђ је био депортован у радни батаљон у Украјини, који је распуштен октобра 1944. године. Сепеши се потом вратио у Будимпешту и живео са Габором Кочишем, преживелим колегом из радног батаљона, Кочишевом женом и њихово четворо деце, све до средине јануара 1945, када су се немачке трупе повукле из Мађарске. Сепеши је докторирао историју спорта на Универзитету за физичко васпитање у Будимпешти.

## Каријера
Сепеши је почео да ради на Мађарском радију у априлу 1945. године. Био је редовни извешавалац за мађарски радио са олимпијских игара почевши од 1948. и светских првенстава у фудбалу почевши од 1954. године. Сепеши је био члан Мађарског олимпијског комитета од 1962. до 2000. године и био је председник Извршног комитета Међународне фудбалске федерације (ФИФА) од 1982. до 1994. године. Био је председник Мађарског фудбалског савеза (МЛС) од 1978. до 1986. године. Био је почасни председник МЛСа и почасни члан Извршног комитета ФИФА.

## Смрт и наслеђе
Сепеши је добио ФИФА медаљу 1994. године, као признање за рад у фудбалу а и у спорту уопште, а Олимпијски орден од Међународног олимпијског комитета 1995. године. Добио је награду Стуб за достигнућа од Међународне јеврејске спортске куће славних 1997. године. Године 2004. Сепеши је добио награду Прима Примиса у категорији Мађарске електронске штампе. Године 2005. Сепеши је постао почасни грађанин Будимпеште. Исте године одликован је Средњим крстом Ордена заслуга Републике Мађарске.
Године 2015. Награда Сепеши је створена да ода признање другим значајним личностима мађарског и спортског новинарства. Сепеши је реминуо 25. јула 2018. године у Будимпешти у 96. години.

## Писани радови
Поред неколико десетина објављених радова, ове три се истичу
- (са Ласлом Лукачем) Утакмица века, мађарски сервис вести и информација, 1953 OCLC 943101461
- „Наше становништво данас и сутра“, Кошут. Népesedésünk ma és holnap,. 1986. ISBN 963-09-2840-X.
- Мађарска фудбалска рапсодија: 70 година фудбалске историје, Панонија Прес, 1968 OCLC 937175955